# Mikałaj Nowikau
Mikałaj Anatoljewicz Nowikau (biał. Мікалай Анатольевіч Новікаў, ur. 13 czerwca 1986 w Dobruszu) – białoruski sztangista, konkurujący w kategorii 85 kg, trzykrotny medalista mistrzostw Europy. 
W 2009 roku zdobył brązowy medal na mistrzostwach Europy w Bukareszcie. Wynik ten powtórzył na mistrzostwach Europy w Mińsku w 2010 roku i rozgrywanych pięć lat później mistrzostwach Europy w Tbilisi. W 2012 roku zajął 8. miejsce na igrzyskach olimpijskich w Londynie. W 2019 roku został jednak zdyskwalifikowany, a jego wynik anulowany, po wykryciu w jego organizmie dopingu.